# Лачени, Райанн
Райанн Лачени (фр. Rayann Lacheny; род. 23 апреля 2001, Нумеа) — новокаледонский шоссейный велогонщик.

## Карьера
Райанн Лачени родился в Нумеа, столица острова Новая Каледония, в 2001 году.
Выступал в основном на многочисленных французских региональных гонках. Также стартовал в рамках континентальных туров UCI на Грэвел энд Тар, Нью Зиланд Сайкл Классик и молодёжной версии Париж — Тур. Участвовал в чемпионате Франции в категории до 23 лет.
В тихоокеанском регионе участвовал на домашнем Туре Новой Каледонии. В 2019 стал третьим на Тур Таити выиграв на нём несколько этапов.
В середине сентября 2022 года чемпионат мира проходил в австралийском Вуллонгонге. На него для участия в смешанной эстафете в порядке исключения были приглашены сборные Новой Каледонии и Таити. Хотя их ассоциации являются ассоциированными членами Конфедерации велоспорта Океании, они зависят от федерации велоспорта Франции и, следовательно, не имеют прямого отношения к UCI, поэтому их спортсмены обычно должны выступать в составе национальной сборной Франции. Райанн Лачени был включён в состав сборной Новой Каледонии которая в смешанной эстафете заняла 15-е место среди 16-и участвовавших команд.
Затем в самом начале ноября 2022 года на Туре Таити одержал победы на нескольких этапах и занял второе место в генеральной классификации .

## Достижения
2019
Тур Таити
3-й в генеральной классификации
1-й и 7b-й этапы
2022
Тур Таити
2-й в генеральной классификации
1-й, 4-й и 6-й этапы